# EDonkey
eDonkeyはP2Pファイル共有ソフト・プログラムである。
かつては推定で4500万人-7000万人の利用者がいたとされ、海外でもっともトラフィック量の多いファイル共有ソフトであった。
ファイル流通量は重複をのぞくと30TB-70TBあったといわれている（ファイル形式が違っても内容が同じ動画なども同じファイルとした場合）。
ファイル共有ネットワークは中央サーバ（検索サーバ）のあるハイブリッド型。
2006年9月、eDonkeyの配布元である米企業MetaMachineが、RIAA（全米レコード協会）による訴訟を避けるために3000万ドルを支払い、eDonkeyやeDonkey 2000などの配布を停止することに同意し、サービスを停止した。
なお、eDonkey 2000の後継機としてeMuleが開発されている。
現在（2008年時点）日本で広まりつつあるファイル共有ソフトBitCometではeDonkeyネットワークを、専用のプラグインで利用することができる。